# N-丁基苯磺酰胺
N-丁基苯磺酰胺（英語：N-butylbenzenesulfonamide）是一种有机化合物，化学式C10H15NO2S，可见于假单胞菌属、当归、鏈黴菌屬等物种。